# Sparkasse Grünberg
Die Sparkasse Grünberg ist eine Sparkasse in Hessen mit Sitz in Grünberg. Sie ist eine Anstalt des öffentlichen Rechts.

## Geschäftsgebiet und Träger
Das Geschäftsgebiet der Sparkasse Grünberg umfasst die Stadt Grünberg, die Gemeinde Rabenau, die Ortsteile Ettingshausen, Lindenstruth und Saasen der Gemeinde Reiskirchen, die Gemeinde Mücke, die Stadtteile Lauter und Münster der Stadt Laubach, Ober-Bessingen der Stadt Lich, Climbach der Stadt Allendorf (Lumda), Wohnfeld der Stadt Ulrichstein sowie den Ortsteil Burg-Gemünden der Gemeinde Gemünden (Felda).
Träger der Sparkasse Grünberg ist der Sparkassenzweckverband Grünberg, dem als Mitglieder die Stadt Grünberg sowie die Gemeinden Rabenau und Reiskirchen angehören.

## Geschäftszahlen
Die Sparkasse Grünberg wies im Geschäftsjahr 2023 eine Bilanzsumme von 392,42 Mio. Euro aus und verfügte über Kundeneinlagen von 291,1 Mio. Euro. Gemäß der Sparkassenrangliste 2023 liegt sie nach Bilanzsumme auf Rang 349. Sie unterhält 4 Filialen/Selbstbedienungsstandorte und beschäftigt 74 Mitarbeiter.

## Sparkassen-Finanzgruppe
Die Sparkasse Grünberg ist Teil der Sparkassen-Finanzgruppe und gehört damit auch ihrem Haftungsverbund an. Er sichert den Bestand der Institute und sorgt dafür, dass sie auch im Fall der Insolvenz einzelner Sparkassen alle Verbindlichkeiten erfüllen können. Die Sparkasse vermittelt Bausparverträge der regionalen Landesbausparkasse, offene Investmentfonds der Deka und Versicherungen der SV SparkassenVersicherung. Im Bereich des Leasing arbeitet die Sparkasse Grünberg mit der  Deutschen Leasing zusammen. Die Funktion der Sparkassenzentralbank nimmt die Landesbank Hessen-Thüringen wahr.